# SWIFFT
SWIFFT — це набір криптографічних хеш-функцій з доведеною стійкістю   . Вони ґрунтуються на швидкому перетворенні Фур'є (БПФ, англ. Fast Fourier Transform, FFT) і використовують алгоритм LLL-скорочених базисів. Криптографічна стійкість SWIFFT (в асимптотичному сенсі)  математично доведена при використанні рекомендованих параметрів . Пошук колізій в SWIFFT в гіршому випадку вимагає не менше часових витрат, ніж знаходження коротких векторів в циклічних/ідеальних решітках. Практичне застосування SWIFFT буде цінно саме в тих випадках, коли стійкість до колізій особливо важлива. Наприклад, цифрові підписи, які повинні залишатися надійними тривалий час.
Даний алгоритм забезпечує пропускну здатність близько 40 Мб/с на процесорі Intel Pentium 4 з тактовою частотою 3,2 ГГц  . Було проведено дослідження, спрямоване на прискорення БПФ, яке використовується в SWIFFT . Як підсумок, швидкість роботи алгоритму вдалося збільшити більш ніж в 13 разів . Дана реалізація SWIFFT виявилася швидше, ніж реалізації широко поширених хеш-функцій .
На конкурсі Національного інституту стандартів і технологій США  2012 року було запропоновано SWIFFTX (модифікація SWIFFT) в якості SHA-3 (на заміну більш старих SHA-2 і особливо SHA-1), але її було відхилено в першому раунді.